# Mirko e Stjepan Seljan

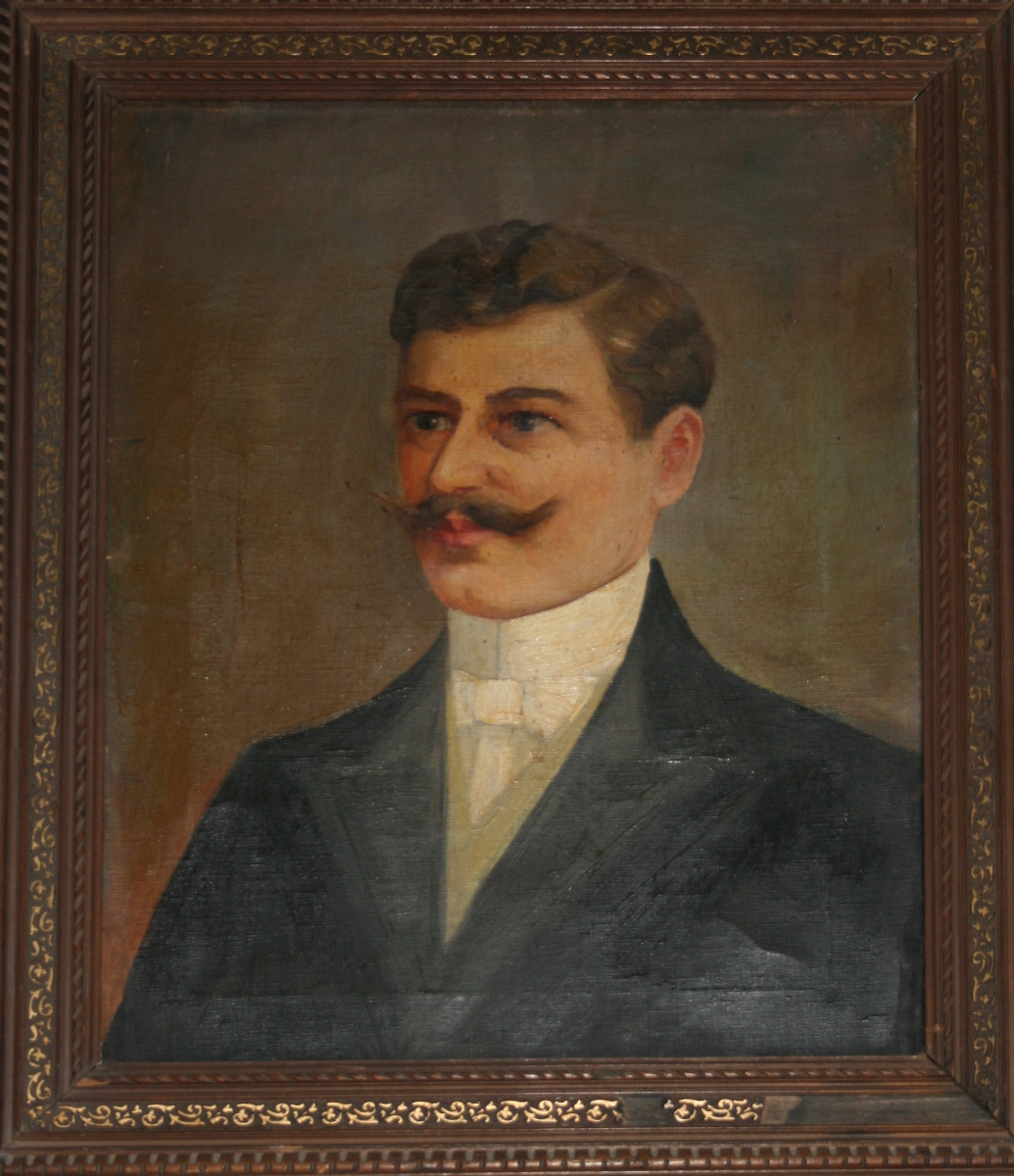
Mirko Seljan.

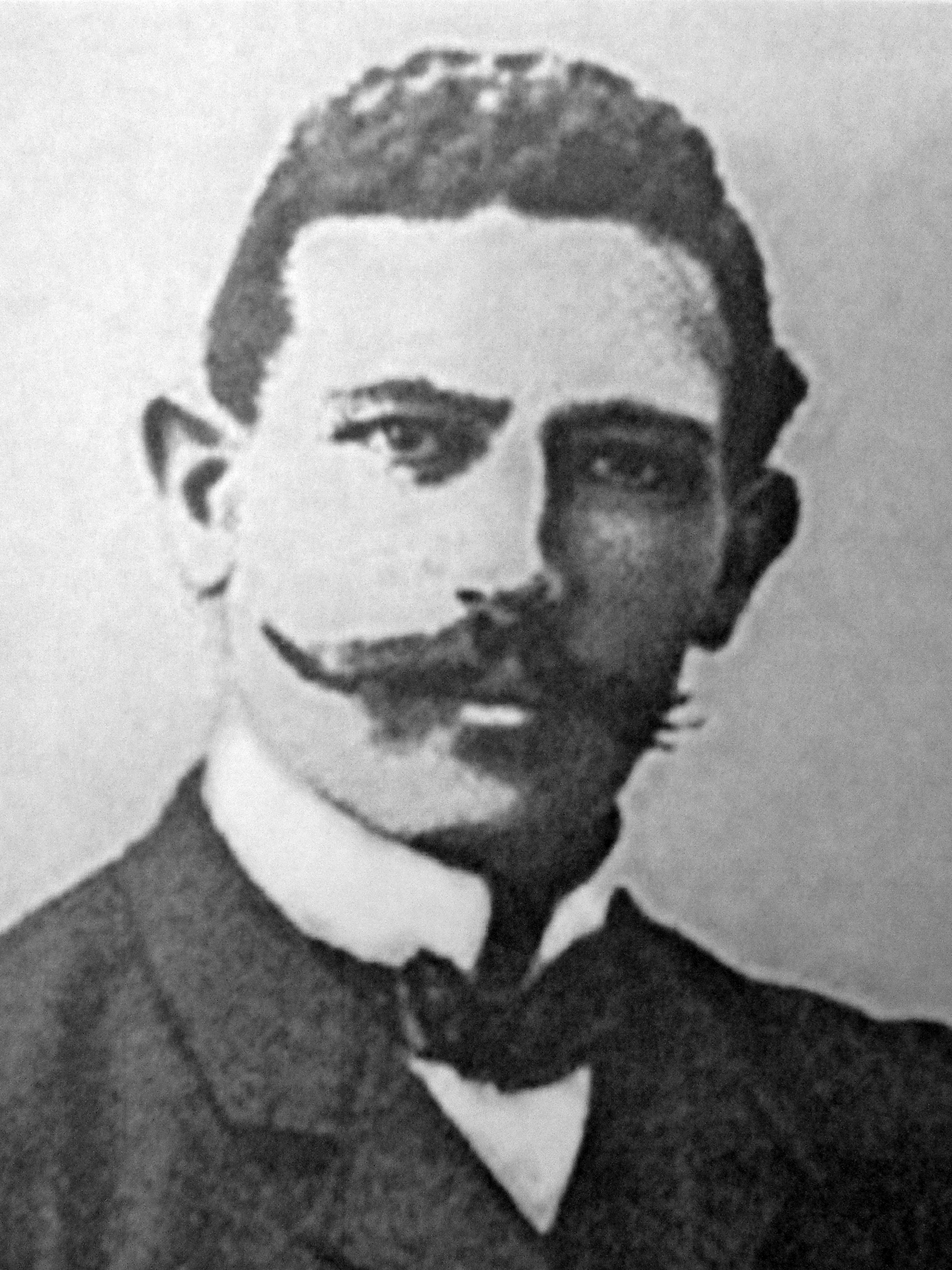
Stjepan Seljan.

Mirko Seljan (5 de abril de 1871 - 1912/13) e Stevo Seljan (19 de agosto de 1875 - 7 de junho de 1936), também conhecido com Stjepan, foram exploradores croatas.
Os irmãos Seljan nasceram em Karlovac, Croácia (que na época fazia parte do Império Austro-Húngaro), onde cursaram os primeiros anos ecolares e frequentaram o Gymnasium Karlovac, após o que iniciaram suas viagens pela Europa. Em 1898, o mais velho, Mirko, ficou conhecido como Champion of Globetrotter por ter percorrido a pé o caminho entre Paris, na França, e São Petersburgo, na Rússia. Acredita-se que os irmãos começaram sua jornada influenciados pelas histórias de um outro explorador croata, Dragutin Lerman, que liderou a expedição formada pelo jornalista e explorador Henry Morton Stanley na África. Há também uma teoria que diz que os irmãos foram influenciados e encorajados pelo pelo governo Russo, que na época tinha grande interesse no continente africano.

## África
Em janeiro de 1899, os irmãos Seljan começaram sua jornada saindo de Karlovac em direção a Trieste, Itália. Eles passaram pelas cidades de Alexandria e Cairo, e caminhando as margens do rio Nilo chegaram ao Sudão. Depois de retornarem a cidade do Cairo, partiram em diração ao estreito de Bab-el-Mandeb passando por Porto Said, Djibouti e Áden. Depois de irem até a cidade de Obock, em Djibouti eles continuaram sua peregrinação chegando finalmente à Harar e Adis Abebe na Etiópia.
Na Etiópia, graças a diversas indicações de personaliadades influentes na Europa o Imperador Menelik II da Etiópia forneceu aos irmãos um grupo de 300 pessoas para acompanhá-los em direção a provincia do sul, dando continuidade a sua expedição. Mirko se tornou Governador desta provincia, com seu irmão mais novo Stejepan como Vice-Governador. Durante três anos eles trabalharam para estabelecer as linhas de fronteira entre a Etiópia e o Quênia, unindo as diversas tribos sob o governo unificado de Menelik II.
A base da expedição e campo militar próximo ao lago Turkana tornou-se uma cidade, que recebeu o nome de Seljanville.
A grande realização desta expedição foi a expansão dos territórios Etiópios até a margem sul do Rio Omo. As fronteiras entre a Etiópia, Sudão e o Quênia em torno do Lago Turkana ainda são as mesmas estabelecidas pelos irmãos Seljan em sua expedição. Em 1902, em razão de tensões políticas, eles deixaram a região, tendo retornado somente depois do fim dos conflitos entre a Grã-Bretanha e a França (cf. Fashoda Incident).
Os irmãos tinham grande prestigío junto ao Imperador Menalik II, e receberam muitos presentes. Alguns destes presentes ainda encontram-se com membros da família, outros estão em exposição no Museu Etnográfico em Zagreb. Hoje em dia é óbvio que as viagens dos dois exploradores foram parcialmente influenciadas ou perturbadas pela política internacional, porém sua motivação original era enriquecer suas próprias vidas e a comunidade internacional com novos conhecimentos e um novo entendimento do Mundo.